# 明沃赛姆
明沃赛姆（法語：Minversheim，发音：[minvəʁsaim]）是法国下莱茵省的一个市镇，属于萨韦尔讷区和布克斯维莱尔县（Bouxwiller）。该市镇总面积5.45平方公里，2009年时的人口为640人。

## 人口
明沃赛姆人口变化图示